# BOAC-Flug 911
BOAC-Flug 911 war ein Erdumrundungsflug der British Overseas Airways Corporation (BOAC). Die Boeing 707, die am 5. März 1966 als Flug 911 unterwegs war, wurde durch Flugkapitän Bernard Dobson, 45, aus Dorset geführt, der auf dem Flugzeugtyp erfahren war und ihn seit November 1960 flog.
Das Flugzeug zerbrach und zerschellte in der Nähe des Fuji. Es war 17 Minuten zuvor vom Flughafen Tokio-Haneda für einen Flug nach Hongkong gestartet. Alle 113 Passagiere und die elf Besatzungsmitglieder wurden bei dem Unfall getötet. Zu den Passagieren gehörte eine Gruppe von 75 Amerikanern, die sich auf Einladung der Thermo King Corporation auf einer 14-tägigen Reise durch Südostasien befanden. In der Gruppe waren 26 Ehepaare, die insgesamt 63 Kinder als Waisen hinterließen.

## Ergebnis der Untersuchungen
Das verunglückte Luftfahrzeug kam um 12:40 Uhr des Unfalltages in Tokio vom Flughafen Fukuoka her an, wohin es am vorangehenden Tag wegen der Wetterbedingungen am Boden umgeleitet worden war. Das Wetter hatte sich seitdem verbessert, da eine Kaltfront mit trocken-kühler Luft vom asiatischen Festland aus westnordwestlicher Richtung her klare Sichtbedingungen geschaffen hatte. Während des Bodenaufenthaltes erhielt die Crew ein Wetterbriefing und reichte einen Flugplan nach Instrumentenflugregeln (IFR) ein, der einen nach Süden gerichteten Abflug über die Insel Izu-Ōshima vorsah und dann über die Luftstraße JG6 nach Hongkong auf der Flugfläche 310 (also in 31.000 Fuß Höhe) führen sollte.
Um 13:42 Uhr kontaktierte die Besatzung die Luftverkehrskontrolle, um die Starterlaubnis zu erhalten und den Flugplan auf Sichtflug (VMC) mit einem Steigflug über die Fujisan-Rebel-Kushimoto-Route zu ändern. Dieser brachte das Flugzeug näher an den Fuji heran; möglicherweise geschah dies, um den Passagieren einen besseren Blick auf dessen Gipfel zu ermöglichen. Die Boeing 707 rollte um 13:50 Uhr auf das Flugfeld und hob um 13:58 in den Wind ab. Nach dem Start stieg das Flugzeug kontinuierlich über der Bucht von Tokio und drehte auf einen südwestlichen Kurs, der nördlich an Odawara vorbeiführte. Dann drehte die Maschine nach rechts, flog über Gotemba und hielt einen Kurs von 298°, bei einer Geschwindigkeit von 320 bis 370 Knoten und einer Höhe von etwa 4900 Metern (16.000 Fuß), also ausreichend über dem 3775 Meter (12.388 Fuß) hohen Gipfel des Berges.

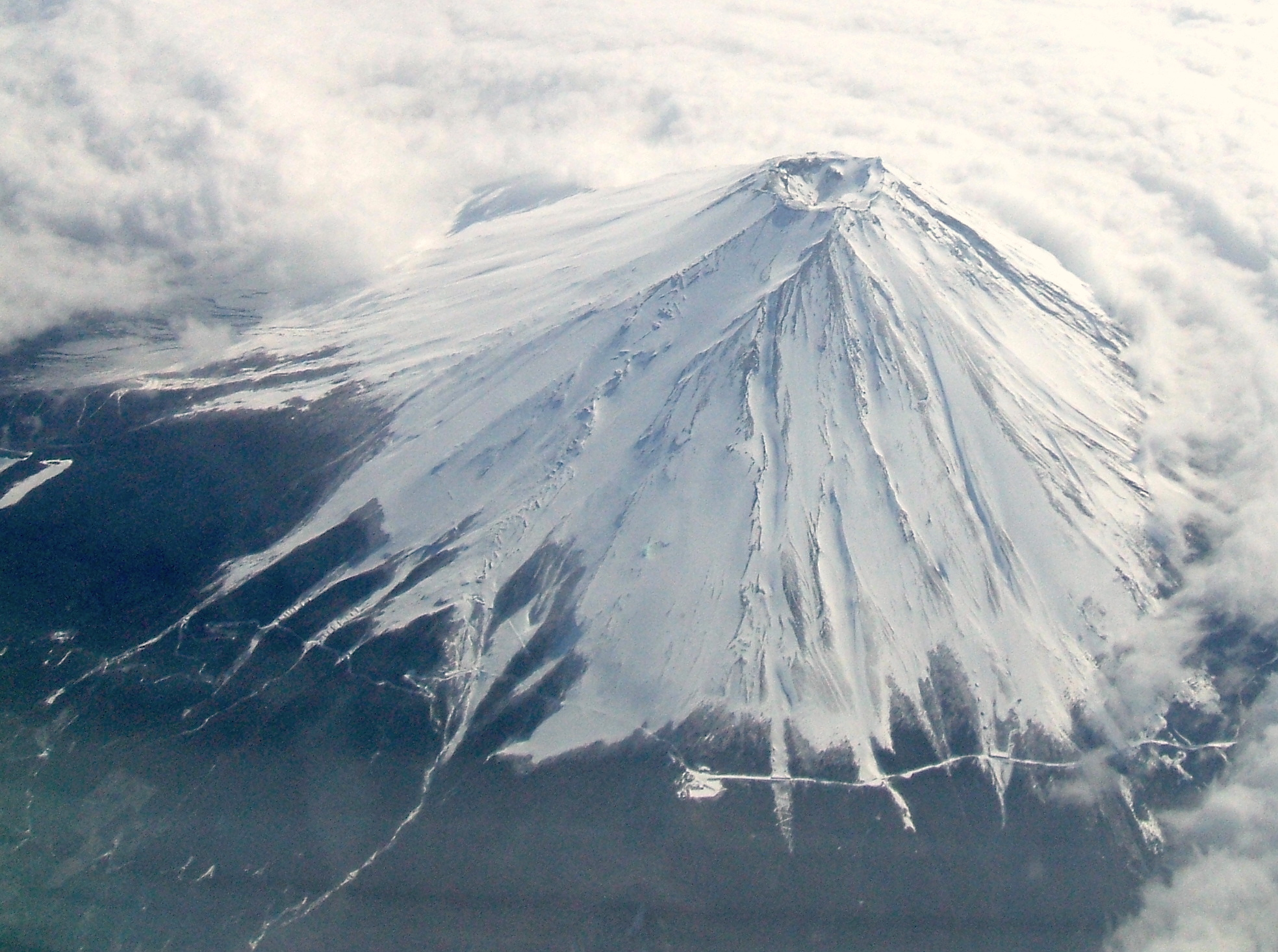
Der Fuji aus 8500 Metern Höhe

Bei dem Flug in den Wind näherte sich das Flugzeug dem Fuji auf der Abwindseite und geriet in eine schwere, Leewellen-bedingte Klarluftturbulenz. Wegen der hohen Belastung versagte die Struktur und die Maschine brach plötzlich in der Luft auseinander. Zur Zeit des Unfalles wurden auf dem Gipfel des Fuji Windgeschwindigkeiten von 60 bis 70 Knoten (120 km/h) aus nordwestlicher Richtung gemessen. 30 Minuten vor dem Unfall waren etwa 240 Kilometer weiter südlich Lenticularis-Wolken im Zusammenhang mit Leewellen auf Satellitenaufnahmen beobachtet worden. Diese Warnzeichen waren in der Umgebung des Absturzortes jedoch nicht sichtbar.
Ein US-Jagdbomber, der kurz nach dem Absturz aufgestiegen war, um das Wrack zu suchen, geriet im Absturzgebiet ebenfalls in schwere Turbulenzen. Der Beschleunigungsmesser der A-4 Skyhawk zeigte Werte zwischen +9g und −4g, die einen kurzfristigen Verlust der Kontrolle verursachten. Der Pilot glaubte, auch seine Maschine werde durch die Turbulenzen auseinanderbrechen. Er gewann allerdings wieder die Kontrolle und landete sicher auf seiner Basis. Der Jagdbomber wurde einer genauen Sicherheitsinspektion unterzogen. Einige andere Flugzeuge, die an dem Tag nahe dem Fuji vorbeigeflogen waren, hatten ebenfalls mittlere bis schwere Luftturbulenzen gemeldet.
Der Flugunfall wurde durch Personal der Japanischen Selbstverteidigungsstreitkräfte einer nahegelegenen Basis fotografiert, und auch 8-mm-Filmaufnahmen eines Passagiers überstanden den Crash. Zeugen am Boden berichteten, das Flugzeug trudeln gesehen zu haben und dass weißer Qualm vor dem Auseinanderbrechen zu sehen war. Diese weiße Wolke war, so wurde später festgestellt, aus den Tanks austretender, zerstäubter Treibstoff. Der Film, der an Bord aufgenommen wurde, enthüllte nach seiner Entwicklung den Ermittlern, dass das Flugzeug tatsächlich kurz vor dem Auseinanderbrechen in schwere Turbulenzen geraten war. Vom Flugschreiber konnten keine Informationen gewonnen werden, da dieser durch das Feuer zerstört wurde, als die Nase des Flugzeuges aufprallte. Das Flugzeug war nicht mit einem Stimmenrekorder ausgestattet, und durch die Luftverkehrskontrolle wurde kein Notruf empfangen.
Das Flugzeug hinterließ ein 16 Kilometer langes Trümmerfeld. Analysen der Verbreitung der Trümmer ermöglichten den Ermittlern die Feststellung, dass das Leitwerk des Rumpfes als erstes versagte. Dabei verblieben Farbspuren, die darauf hinwiesen, dass es an der linken Seite beim Höhenruder abriss und nach links unten wegbrach. Kurz darauf bog sich ein Teil des rechten Flügels nach oben und brach ab. Die vier Triebwerke und der vordere Bereich des Rumpfes hielten ebenfalls der Überbeanspruchung des Materials nicht stand, und jedes dieser Teile flog bei dem Auseinanderbrechen in der Luft davon.
Obwohl einige Brüche in den Bolzenlöchern des Seitenruders gefunden wurden, erbrachten nachfolgende Tests, dass diese nicht zu dem Flugunfall beigetragen hatten. Allerdings wurden diese als eine potentielle Gefahr für die Flugsicherheit eingestuft, und nachfolgende Untersuchungen anderer Maschinen des Typs Boeing 707 und der ähnlichen Boeing 720 ergaben, dass dies ein verbreitetes Problem war, so dass letztlich Nachbesserungen an den Flotten folgten.
Der Untersuchungsbericht schloss, dass die vermutliche Absturzursache plötzlich auftretende ungewöhnlich schwere Turbulenzen über Gotemba waren, deren Stärke die Materialauslegung des Flugzeuges überschritt.

## Weitere Informationen
Dieser Flugunfall war einer von fünf schweren Unfällen in der kommerziellen Luftfahrt in Japan des Jahres 1966 und ereignete sich weniger als 24 Stunden nach dem Unfall von Canadian-Pacific-Airlines-Flug 402, auf dem eine Douglas DC-8 der Canadian Pacific Air Lines bei der Landung auf dem internationalen Flughafen Tokios in Flammen aufgegangen war. Die Boeing 707 rollte kurz vor dem Start noch an den qualmenden Trümmern der verunglückten Douglas DC-8 vorbei.
Einige Passagiere entschieden sich im letzten Moment, den Flug nicht anzutreten, um stattdessen an einer Ninja-Darbietung teilzunehmen. Diese Passagiere, namentlich Albert R. Broccoli, Harry Saltzman, Ken Adam, Lewis Gilbert und Freddie Young, befanden sich in Japan, um geeignete Drehorte für den fünften James Bond Film Man lebt nur zweimal zu finden.